# PJ・ウォルターズ
PJ・ウォルターズ（PJ Walters、1993年4月23日 - ）は、ナミビアのラグビーユニオン選手。

## プロフィール
- ナミビア出身[1]。
- ポジションはウィング(WTB)。
- 身長 187cm、体重 105kg
- ナミビア代表キャップは1（2025年4月現在）でラグビーワールドカップ2019のナミビア代表に選ばれた[2]。

## 略歴
2019年、ウェルウィッチアスに加入。